# Trường Cao đẳng Kỹ thuật Công nghệ – Bách khoa
Trường Cao đẳng Kỹ thuật – Công nghệ Bách Khoa (tên Tiếng Anh là College of Technology, tên viết tắt CTECH)
Thành lập ngày 1/10/2008 theo quyết định của Bộ Giáo dục & Đào tạo, Trường Cao đẳng Kỹ thuật – Công nghệ Bách Khoa (CTECH) ra đời với sứ mệnh đào tạo nguồn nhân lực chất lượng cao, góp phần nâng tầm giá trị con người Việt Nam. Trường được sáng lập bởi các giáo sư, tiến sĩ đến từ Đại học Bách Khoa Hà Nội, kế thừa tinh hoa giáo dục và tư duy đổi mới.
Năm 2019, trường chính thức trở thành thành viên của Hải Phong Group – đơn vị hoạt động trong các lĩnh vực: Phái cử & cung ứng nhân lực, Giáo dục & đào tạo, Phân phối & bảo dưỡng ô tô, Tư vấn đầu tư & phát triển dự án. Sự hợp nhất này đã mở ra nhiều cơ hội học tập, thực tập và việc làm cho sinh viên, đồng thời nâng cao chất lượng đào tạo theo tiêu chuẩn doanh nghiệp.
CTECH mang đến cơ hội học tập và làm việc cho mọi người, đồng thời thông qua nhân lực được đào tạo để thúc đẩy giao thương và đầu tư giữa Việt Nam với thế giới, qua đó lan toả hình ảnh chăm chỉ, sáng tạo và đáng tin cậy của người Việt tới bạn bè quốc tế.
Trường đào tạo đa ngành nghề, đa lĩnh vực với 33 ngành học thuộc 7 khoa chuyên môncùng 3 hệ đào tạo: Cao Đẳng chính quy, Trung cấp chính quy và THPT - Cao Đẳng giúp sinh viên dễ dàng lựa chọn được ngành học phù hợp với năng lực và sở thích của mình.
- Khoa Cơ khí & Công nghệ
- Khoa Ngoại ngữ
- Khoa Công nghệ thông tin
- Khoa Du lịch
- Khoa Điều dưỡng & Sức khỏe
- Khoa Logistics & Công nghệ xây dựng
- Khoa Truyền thông
Mô hình đào tạo gắn liền thực tiễn – Bệ phóng cho sự phát triển bền vững
CTECH hiện đang đào tạo các hệ Cao Đẳng, Trung cấp và THPT - Cao Đẳng, với 33 ngành học HOT trực thuộc 7 khoa chuyên môn.
Trường không chỉ chú trọng đào tạo chuyên môn và tay nghề mà còn rèn luyện kỹ năng mềm, giúp sinh viên tự tin hội nhập và phát triển bền vững thông qua mô hình trường thực nghiệm chuẩn 5C:
- Chất lượng giảng dạy: Đội ngũ giảng viên giàu kinh nghiệm, giáo trình tiên tiến.
- Cơ sở vật chất hiện đại: Phòng học, xưởng thực hành, phòng thí nghiệm đạt chuẩn.
- Chương trình đào tạo thực tiễn: Kết hợp học tập và thực hành tại doanh nghiệp.
- Cộng đồng doanh nghiệp hợp tác: Liên kết với nhiều doanh nghiệp, hỗ trợ việc làm.
- Cơ hội hội nhập quốc tế: Hợp tác với các trường đại học và tổ chức giáo dục toàn cầu.

Cam kết của CTECH – Định hướng tương lai vững chắc
- 100% sinh viên được phát triển kỹ năng toàn diện, từ chuyên môn đến kỹ năng mềm.
- 100% sinh viên có tối thiểu 6 tháng thực hành tại doanh nghiệp, trải nghiệm môi trường làm việc thực tế.
- 100% sinh viên được tư vấn, giới thiệu việc làm, đảm bảo cơ hội nghề nghiệp sau tốt nghiệp.
- 100% sinh viên có cơ hội liên thông đại học trong nước và quốc tế, tham gia các chương trình trải nghiệm quốc tế.

Học tập tại CTECH không chỉ là trang bị kiến thức mà còn là hành trình chinh phục tương lai. Chúng tôi cam kết mang đến cho sinh viên một môi trường học tập hiện đại, giàu trải nghiệm, giúp các bạn tự tin bước vào thị trường lao động toàn cầu.
Trường Cao đẳng Kỹ thuật – Công nghệ Bách Khoa (CTECH) – Nâng tầm tri thức, kiến tạo tương lai!